# Tuggeranong Parkway

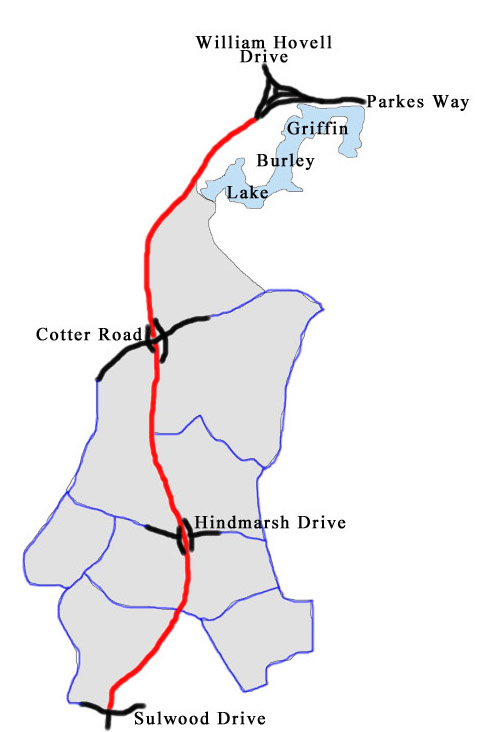
Tuggeranong Parkway

La Tuggeranong Parkway est l'une des principales voies autoroutières de Canberra, en Australie. Souvent appelée « The Parkway » par les habitants de la ville, elle relie le quartier de Civic au nord à l'arrondissement de Tuggeranong, en traversant l'arrondissement de Weston Creek. 
C'est une route à 4 voies, avec une vitesse maximale autorisée de 100 km/h, avec un terre-plein central formé suivant les endroits par un mur de béton ou une plantation d'arbres (c'est cette dernière spécificité qui caractérise notamment les Parkways, en général). Quatre nouveaux radars ont été installés sur la route en juillet 2007 pour faire appliquer la limitation de vitesse. 
À certains endroits de l'espace a été réservé pour le doublement de la route (à huit voies) si les  besoins l'exigeaient. 